# Liljenstolpe
Liljenstolpe är en svensk adelsätt, adlad 1788 och introducerad på Sveriges Riddarhus år 1789 såsom adlig släkt nummer 2151.

## Ursprung
Ätten består av två genom giftermål befryndade grenar.
Den äldre ättegrenen, den Baumanska, härstammar från en patriciersläkt i Wismar i Tyskland, som 1620 inkom till Västervik med handels- och rådmannen Hans Bauman (1598-1661), bördig från Lübeck. Hans sonson, brukspatronen på Falsterbo bruk assessor Hans Bauman (1712-1792), adlades tillsammans med sin måg Lars Axel Lindblom, se nedan, 20 december 1788 av Gustav III med namnet Liljenstolpe, och de introducerades 16 maj 1789 under nummer 2151. Ättegrenen utgick på svärdssidan 19 september 1801.
Den yngre ättegrenen härstammar på fädernet från den Närkingska prästsläkten Lindblom (äldste kände stamfadern är frälsebonden i Kofsta by i Glanshammars socken i Örebro län, Olof Nilsson (1640-1721), och på mödernet från det norditalienska furstehuset Pallavicino - markiserna av Scipione. Olof Nilssons sonsons son, häradshövdingen i Norra och Södra Tjusts härader i Kalmar län, godsägaren Lars Axel Lindblom (1743-1806) på Vinö i Lofta socken, adlades och introducerades tillsammans med sin svärfader Hans Bauman. Lars Axel Lindblom var son till kontraktsprosten och riksdagsmannen Axel Johan Lindblom (1713-1797) och Regina Maria Pallavicino (1713-1793).
Ättens äldre utdöda ättegren har gemensamt ursprung med den äldre utdöda grenen av adliga ätten Cederbaum nr 2035. Likaså har den yngre, fortlevande ättegrenen gemensamt ursprung med adliga ätten Lindersköld på så sätt att Lars Axel Liljenstolpes bror, ärkebiskopen Jacob Axelsson Lindbloms (1746–1819), söner adlades Lindersköld.